# ASK Rīga
ASK Riga byl lotyšský basketbalový klub z Rigy. Klub byl založen v roce 1931, zanikl v roce 2009. Klub hrál své domácí zápasy v Arena Riga s kapacitou 12 500 diváků. Posledním prezidentem byl Jānis Birks a trenérem Donaldas Kairys. ASK znamená Armijas Sporta Klubs (Česky: Armádní Sportovní Klub).

## Největší úspěchy

### Vítězství v Eurolize
- 1958, 1959, 1960

### Vítězství v lotyšské lize
- 2007

### Vítězství v sovětské lize
- 1955, 1956, 1957, 1958

## Nejlepší hráči
| - Jānis Krūmiņš - Maigonis Valdmanis - Valdis Muižnieks - Alvils Gulbis - Sandis Buškevics (28) - Dairis Bertāns (45) - Gatis Jahovičs (9) - Kaspars Kambala (32) - Roberts Štelmahers (7) - Sandis Valters (10) - Arnis Vecvagars (15) - Uģis Viļums (7) | - Torraye Braggs (32) - A. J. Bramlett (42) - Corey L. Brewer (31) - Dwayne Broyles (8) - Ricardo Marsh (21) - Curtis Millage (14) - Aerick Sanders (34) | - Bruno Sundov (14) - Martynas Andrukaitis (13) - Steponas Babrauskas (11) - Vytautas Danelius - Milutin Aleksic (7) - Marko Antonijevic - Darius Lukminas - Smiljan Pavič - Marius Runkauskas (10) - Andrius Mazutis (12) |

## Nejlepší trenéři
- Alexandr Gomelskij
- Ramunas Butautas
- Donaldas Kairys